# The Night Is Still Young
The Night Is Still Young là một bài hát của nữ rapper gốc Trinidad Nicki Minaj. Bài hát được phát hành dưới dạng đĩa đơn thứ 6 từ album The Pinkprint, album phòng thu thứ ba của cô, vào ngày 28 tháng 4 năm 2015 tại Hoa Kỳ.